# سيجي كواكامي
سيجي كواكامي (باليابانية: 川上 盛司) (20 يونيو 1995 في توتشيغي في اليابان – )؛ هو لاعب كرة قدم سابق كان يلعب كمدافع.

## وصلات خارجية
- سيجي كواكامي على موقع رابطة كرة القدم اليابانية للمحترفين (اليابانية)
- سيجي كواكامي على موقع Soccerway.com (الإنجليزية)
- سيجي كواكامي على موقع عالم كرة القدم.نت (الإنجليزية)